# NHK旭テレビ中継局
NHK旭テレビ中継局（エヌエイチケイあさひテレビちゅうけいきょく）は、山口県萩市の旧阿武郡旭村域にあったNHK山口放送局のテレビ中継局である。

## 中継局概要（廃止時点）
- 当中継局は、萩市明木の八丁岳に置かれ、旧阿武郡旭村をカバーしていた。有線テレビ（旭村有線テレビ）の普及により、2004年（平成16年）3月31日をもって廃止された[1]。

| 放送局名          | チャンネル | 空中線電力        | ERP  | 放送対象地域 | 放送区域内世帯数 | 偏波面   |
| ----------------- | ---------- | ----------------- | ---- | ------------ | ---------------- | -------- |
| NHK山口総合テレビ | 49ch+      | 映像1W /音声250mW | 不明 | 山口県       | 不明             | 水平偏波 |
| NHK山口教育テレビ | 51ch+      | 映像1W /音声250mW | 不明 | 全国放送     | 不明             | 水平偏波 |